# Године ратне, године мирне
„Године ратне, године мирне“ је југословенски филм из 1967. године. Режирао га је Иван Хетрих, а сценарио је писао Иво Штивичић.

## Улоге
| Глумац       | Улога |
| ------------ | ----- |
| Вања Драх    |       |
| Јован Личина |       |
| Јосип Мароти |       |
| Иван Шубић   |       |
| Мира Жупан   |       |